# Katholieke Kerk in Kazachstan

Kazachstan

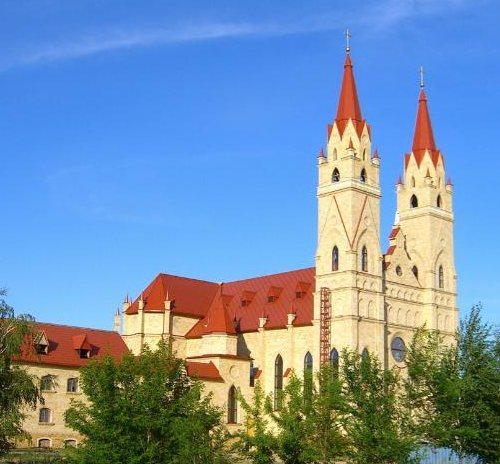
Kathedraal van Karaganda

De Katholieke Kerk in Kazachstan maakt deel uit van de wereldwijde Katholieke Kerk onder het leiderschap van de paus en de curie.
In 1991, na de perestrojka, benoemde paus Johannes Paulus II Fr. Pavel Lenga tot apostolisch administrator van Karaganda voor de katholieken van de Latijnse ritus in Kazachstan, en de andere vier voormalige Sovjet-grondgebied republieken van Centraal-Azië: Oezbekistan, Tadzjikistan, Kirgizië en Turkmenistan. Hij werd gewijd in Krasnoarmiejsk, maar de bisschopszetel is in Karaganda, het belangrijkste centrum van het katholicisme in Kazachstan. In 1999 kreeg Astana een apostolische administratie net als Almaty en Atyran. Er zijn 250 parochies en tot nu toe werden 20 kerken gebouwd.  Verder zijn er 63 priesters, 74 religieuzen. In 1998 werd het grootseminarie Maria, de Moeder van de Kerk geopend.
Op 25 juni 1995 wijdde bisschop Lenga Kazachstan toe aan Maria Koningin van de Vrede in het heiligdom gewijd aan Onze Lieve Vrouw in Oziornoje in het noorden van Kazachstan. Dit is het enige Maria-heiligdom in dit deel van de wereld. Het werd gebouwd als dankzegging door gedeporteerd Polen die in 1941 aan het sterven waren van de honger.
In 1994 knoopten de Heilige Stoel en Kazachstan diplomatieke betrekkingen aan. Apostolisch nuntius voor Kazachstan is sinds 16 juni 2023 aartsbisschop George George Panamthundil, die tevens nuntius is voor Kirgizië en Tadzjikistan.

## Bestuurlijke indeling
Kerkprovincie Maria Santissima in Astana:
1. Aartsbisdom Maria Santissima in Astana
2. Bisdom Karaganda
3. Bisdom Santissima Trinità in Almaty
4. Apostolische administratie Atyrau

Hiernaast is er een apostolische administratie voor gelovigen van de Byzantijnse ritus in Kazachstan en de vier overige Centraal-Aziatische landen:
1. Apostolische administratie Kazachstan en Centraal-Azië

Verder is ook de personele prelatuur van het Opus Dei werkzaam in Kazachstan.

Ligging bisdommen binnen Kazachstan
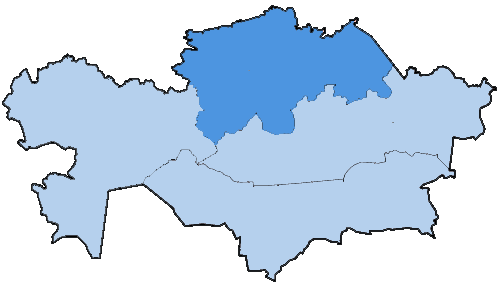
Aartsbisdom Maria Santissima in Astana
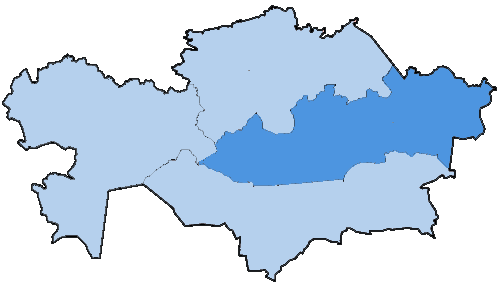
Bisdom Karaganda
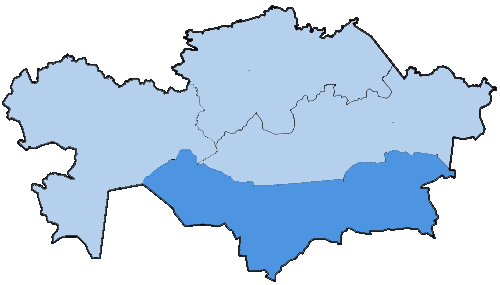
Bisdom Santissima Trinità in Almaty
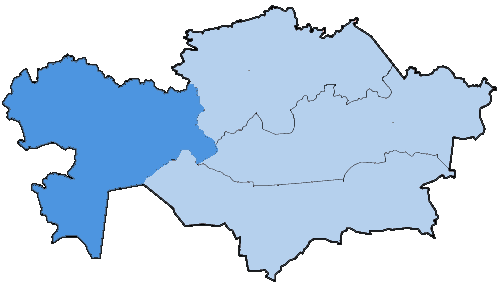
Apostolische administratie Atyrau